# Javier Sauquillo
Francisco Javier Sauquillo Pérez del Arco (Ceuta - Madrid, 24 de gener de 1977) va ser un advocat laboralista espanyol assassinat en el bufet laboralista on treballava al carrer Atocha 55, en l'anomenada matança d'Atocha.
Estava casat amb Dolores González, també advocada del bufet del carrer Atocha, i embarassada en el moment de l'atemptat. Va perdre el nen i també va quedar molt malferida per l'atemptat. Dolores González havia estat promesa d'Enrique Ruano, estudiant que va ser defenestrat per la policia en 1969.
Sauquillo era el germà major de Paquita Sauquillo, que va pertànyer a l'extinta Organització Revolucionària dels Treballadors durant la Transició i després va ser diputada autonòmica i senadora del PSOE. Estava afiliat al Partit Comunista d'Espanya, que per aquella època era un partit il·legal. El 24 de gener de 1977 es trobava en el bufet preparant una reunió quan uns pistolers d'extrema dreta van arribar i li van disparar a ell i als seus companys. Javi, com l'anomenaven, va protegir amb el seu cos la seva dona, evitant que la bala li costés la vida. Javier Sauquillo va sobreviure a l'atac, i va sortir viu, encara que molt malferit, del despatx d'Atocha 55, però va morir a l'hospital Primero de Octubre (actual Doce de Octubre) per les ferides sofertes, el mateix que el seu company Serafín Holgado. Uns dies després, la seva capella ardent va ser instal·lada en el Col·legi Major d'Advocats, i posteriorment va ser enterrat al cementiri de Carabanchel.
L'exemple de dignitat que Sauquillo i els seus companys advocats van donar aquell dia va quedar en la memòria col·lectiva, i el seu assassinat va suposar un punt d'inflexió en la Transició. Al març d'aquell mateix any, i en gran part per la mostra d'enteresa dels comunistes en l'enterrament dels advocats, es va legalitzar el PCE.
El 30 de març de 2005 el Partit Socialista del Poble de Ceuta (PSPC) sol·licitava al Govern de la Ciutat de Ceuta que homenatgés a l'advocat de Ceuta batejant un carrer com "Javier Sauquillo. Abogado de Atocha".
Després de la falta de resposta inicial, Unió Demòcrata de Ceuta (UDCE) porto a ple a l'octubre de 2006 la iniciativa del PSPC, la qual va ser acceptada pel ple de la Ciutat, encara que van passar diversos anys fins que el projecte es convertí en realitat.
El 14 de maig de 2010 s'inaugurà un carrer amb el seu nom en la seva ciutat natal, en un acte que comptà amb la presència del president de la ciutat Juan Jesús Vivas i de la seva germana, Paquita Sauquillo.